# Dominique Issermann
Dominique Issermann (París, Francia; 11 de abril de 1947) es una fotógrafa de moda francesa. Es conocida por sus trabajos para Chanel, Christian Dior, Armani, Sonia Rykiel, Nina Ricci, Lancôme, Victoria's Secret, Tiffany & Co. además de muchas otras marcas. Así como con los más prestigiosos suplementos de moda del The New York Times, Corriere della Sera, Le Monde o la revista Madame Figaro.
Fue pareja en la década de los 80 del poeta y cantautor canadiense Leonard Cohen.

## Distinciones
- Premios de la Moda Británica (1988) Orden de las Artes y las Letras (2007)
- Oficial de la Orden Nacional del Mérito de Francia (2012)
- The Lucie Awards (2017)